# Obnosna votlina
Obnosna votlina ali paranazalni sinus (latinsko: sinus paranasalis) je vsaka od z zrakom napolnjenih votlin v čelnici, sitki, zagozdnici in zgornji čeljustnici. Odeva jih respiratorna sluznica. Prek ustij (ostia) se povezujejo z nosnima votlinama, sicer pa so v tesnem topografskem razmerju z očesnima votlinama, lobanjsko votlino in možganskimi opnami.

## Zgradba
Pri sesalcih so glede na njihovo lego možne različne obnosne votline, ki pa niso prisotne pri vseh vrstah:
- zgornječeljustnična votlina (maksilarni sinus, sinus maxillaris)
- čelna votlina (frontalni sinus, sinus frontalis)
- zagozdnična votlina (sfenoidalni sinus, sinus sphenoidalis)
- sitkina votlina (etmoidni sinus, sinus ethmoidalis)
- solznična votlina (lakrimalni sinus, sinus lacrimalis)
- nebnična votlina (palatinalni sinus, sinus palatinus)

Pri človeku so obnosne votline parni zgornječeljustnični votlini, parni čelni votlini, parni sitkini votlini in ena sama zagozdnična votlina.

## Vloga
Preko vodov, ki obnosne votline povezujejo nosno votlino, vstopa vanje zrak. Evolucijska prednost obnosnih votlin je morda povečanje lobanje brez prekomernega povečanja teže glave. Obnosne votline se nahajajo v delih kosti, ki so le malo obremenjeni in se zato ne razvijajo kot ostali predeli.

## Bolezni
Ker so obnosne votline povezane z nosno votlino, se lahko okužbe od tam prenesejo in pride do vnetja (sinusitis). Ker je sluznica v obnosnih votlinah slabo prekrvljena in ker so vodi v nosno votlino ozki, pride hitro do nabiranja sekreta. Pri rinitisu se lahko vodi tudi zamašijo, kar lahko povzroča bolečine pri velikih spremembah tlaka, na primer pri potapljanju, planinarjenju ali potovanju z letalom. Pride lahko tudi do empiema, gnojnega vnetja. Antibiotiki slabo porazdeljujejo v obnosne votline in zato se v njih bakterije pogosto nemoteno zadržujejo. Neozdravljeno vnetje lahko vodi v pogoste ponavljajoče okužbe obnosnih votlin.